# Bücker (motorfiets)
Bücker en Falke zijn Duitse historische merken van motorfietsen van dezelfde fabrikant.
De bedrijfsnaam was: Franz Bücker Fahrzeugbau, Oberursel (Taunus).
Franz Bücker begon in 1928 met de productie van motorfietsen, die al snel een goede naam kregen. Het modellenaanbod was ook groot: Bücker leverde zijn motorfietsen met inbouwmotoren van Bekamo, Cockerell, Rinne, Columbus, MAG, JAP, Blackburne en Bark met inhoudsmaten van 100- tot 1.000 cc.
De eerste modellen werden in opdracht van een fietsenhandel uit Frankfurt gebouwd. De helft van deze 50 machines werden naar Frankfurt gestuurd en onder de naam Falke verkocht, de andere helft onder de merknaam Bücker. Doordat er vervolgopdrachten kwamen bleven jarenlang deze twee merken naast elkaar dezelfde motorfietsen leveren.
Door het uitbreken van de Tweede Wereldoorlog moest de productie worden onderbroken. Na de oorlog was er bijna geen markt meer voor dure en zware motorfietsen en Bücker ging vanaf dat moment alleen nog lichtere modellen maken met ILO- en Sachs-tweetaktmotoren van 200- en 250 cc. De productie eindigde in 1957.